# WINTER SONG
「WINTER SONG」（ウインター・ソング）は、DREAMS COME TRUEの14thシングル。1994年1月7日発売。1998年11月26日に収録曲を変更し、12cm盤で再発された。

## 概要
- DREAMS COME TRUEの作品の中では初めてのマキシシングル。
- 8thシングル「雪のクリスマス」の英語詩バージョン。英語詩バージョンの楽曲自体はドリームズカムトゥルーが結成する前から存在しており、「雪のクリスマス」よりも以前となる1985年頃に制作されて完成していたが、結果的にドリカム名義の作品で世に出るまでに約9年もかかったという。
- 収録されている2曲は両方ともオリジナルアルバムには収録されていない。一方で、「WINTER SONG」の方は2000年以降、ベスト・アルバムや企画アルバムに頻繁に収録されている。
- アメリカ映画「めぐり逢えたら」の日本版オープニング・テーマに採用された。
- ドリカムのCDとしては初めて、ジャケットにドリカムのキャラクターであるドリクマが登場している。
- 1994年のNHK紅白歌合戦にて、『す き』とともに披露された。
- 2009年にはエリック・マーティン、Noa [1]がカヴァーした。
- 本来なら規格品番ESCA-5909はEpic/Sony Recordsの洋楽作品扱いになるが、本作は邦楽扱いに当たる為レンタルCDは発売日から開始されていた。但し、オリコンチャートでは洋楽シングルとして扱われている[2]。
- 日本レコード協会では、1994年盤単体でミリオン認定を受けている（オリコンでは僅かに届いていない）。
- フェイス・ワンダワークスが2015年（平成27年）に発表したGIGAエンタメロディで15年間で最も多くダウンロードされた着信メロディを集計した「着信メロディ15年間ランキング」において7位にランクインされた[3]。

## 収録曲
1. WINTER SONG (“雪のクリスマス” WORLDWIDE VERSION)
作詞：吉田美和, Mike Pela / 作曲：吉田美和, 中村正人 / 編曲：中村正人
  - 8thシングル「雪のクリスマス」の英語版。
2. SWEET DREAM (“SWEET SWEET SWEET” WORLDWIDE VERSION)
作詞：吉田美和, Mike Pela / 作曲・編曲：中村正人
  - 5thアルバム「The Swinging Star」の「SWEET SWEET SWEET」の英語版。

## タイアップ
WINTER SONG (“雪のクリスマス” WORLDWIDE VERSION)
- 映画『めぐり逢えたら』オープニングテーマソング (1993年)
- 映画『7月7日、晴れ』挿入歌 (1996年)
- SONY MDウォークマンCMソング (1998年)

WINTER SONG ( DANCING SNOWFLAKES VERSION)
- ホンダ・オデッセイCMソング(2005年)
- 2017冬季アジア札幌大会イメージソング(2017年)

## 収録アルバム
WINTER SONG (“雪のクリスマス” WORLDWIDE VERSION)
- DREAMS COME TRUE GREATEST HITS "THE SOUL"(2000年2月14日)
- DREAMAGE-DREAMS COME TRUE “LOVE BALLAD COLLECTION”(2003年12月17日)
- DREAMS COME TRUE THE BEST! 私のドリカム(2015年7月7日、通常ver)

## 1998年盤
1998年11月26日に「WINTER SONG」以外の収録曲を一新し、同じタイトルで3曲入りのマキシシングルとして再リリースした。1994年盤はオリコン調べではあと僅かでミリオンに届かなかったが、1998年盤の発売により、あわせてミリオンを突破した（1998年12月14日付）。初版発売から4年11か月後の達成であり、オリコン集計上、ミリオン達成シングルの中で最も達成に時間がかかった作品である。

既にVirgin D.C.T.へ移籍していたが、前年(1997年)発表された非監修ベストアルバム『BEST OF DREAMS COME TRUE』とは異なり、アーティスト監修による発売の為、ディスコグラフィーにも掲載されている。発売に合わせ1998年に放送された『さんま&SMAP!美女と野獣のクリスマススペシャル』(日本テレビ系列)に出演している。

### 収録曲
1. WINTER SONG (“雪のクリスマス” WORLDWIDE VERSION)
作詞：吉田美和, Mike Pela / 作曲：吉田美和, 中村正人 / 編曲：中村正人
2. サンタと天使が笑う夜
作詞：吉田美和 / 作曲：中村正人, 吉田美和 / 編曲：中村正人
  - 2ndアルバム『LOVE GOES ON…』収録曲。
3. 雪のクリスマス
作詞：吉田美和 / 作曲：吉田美和, 中村正人 / 編曲：中村正人

## 映像作品
1994年2月14日にミュージック・ビデオが収録されたVHSが発売された。エピックレコードジャパン時代のプロモーションビデオとしては、今作のみ商品化されている状態であったが、2009年12月にデビュー20周年企画の一環として受注生産のみで発売された、20周年アニバーサリー・ブック&DVDセット「DO YOU REMEMBER 20 YEARS WITH DREAMS COME TRUE?」に今作以外のPVも収録されている。

### 収録曲
1. WINTER SONG
2. Jingle Bells (in back ground)

## カバー
- 2010年に米国フィラデルフィア出身のヴォーカル・グループボーイズIIメンによってカバー
- 2016年に土門秀明によってアルバムSolo Guitar Christmas Timeでカバー